# Saint-Henri (circonscription provinciale)
Pour les articles homonymes, voir Saint-Henri.
Saint-Henri est une ancienne circonscription électorale du Québec, située à Montréal.

## Historique
Précédé de : Montréal—Saint-Henri
Suivie de : Saint-Henri—Sainte-Anne

## Liste des députés
| Législature                                   | Années    | Député          | Député             | Parti           |
| --------------------------------------------- | --------- | --------------- | ------------------ | --------------- |
| Saint-Henri Créée depuis Montréal—Saint-Henri |           |                 |                    |                 |
| 28e                                           | 1966–1970 |                 | Camille Martellani | Union nationale |
| 29e                                           | 1970–1973 |                 | Gérard Shanks      | Libéral         |
| 30e                                           | 1973–1976 |                 | Gérard Shanks      | Libéral         |
| 31e                                           | 1976–1981 |                 | Jacques Couture    | Parti québécois |
| 32e                                           | 1981–1985 |                 | Roma Hains         | Libéral         |
| 33e                                           | 1985–1989 |                 | Roma Hains         | Libéral         |
| 34e                                           | 1989–1994 | Nicole Loiselle |                    | Libéral         |
| Dissoute dans Saint-Henri–Sainte-Anne         |           |                 |                    |                 |

## Résultats électoraux

### Évolution pour les principaux partis
|                                                                                       |
| - Union nationale (ancien) - Parti libéral - Parti québécois - Crédit social (ancien) |